# Rinorea squamata
Rinorea squamata és una espècie de planta amb flor que pertany a la família de les violàcies. Es troba i creix al sud-est de Nicaragua, Costa Rica, Hondures i Panamà.